# Oberdischingen
Oberdischingen település Németországban, azon belül Baden-Württembergben. Lakosainak száma 2333 fő (2023. december 31.).

## Népesség
A település népessége az elmúlt években az alábbi módon változott:
| Lakosok száma | 1053 | 1275 | 1514 | 1552 | 1618 | 1818 | 1918 | 2016 | 2082 | 2333 |
|               | 1961 | 1967 | 1974 | 1980 | 1987 | 1993 | 2000 | 2006 | 2013 | 2023 |